# Autocane
Autocane (in greco antico: Αὐτοκάνη?) era una città dell'antica Grecia ubicata in Eolide e una montagna che portava lo stesso nome.

## Storia
Viene citata nell'Inno omerico ad Apollo, dove è menzionata come il nome di un monte e, Inoltre, attraverso la prova numismatica che consiste nell'esistenza di monete del IV secolo a.C. che riportano le iscrizioni "ΑΥΤΟΚΑΝΑ" o "ΑΥΤ". Ciò rende chiaro che c'era anche una città con lo stesso nome.
Non è nota la sua esatta localizzazione, ma alcuni studiosi ritengono che Autocane debba essere identificata con Cane o Canas, un monte e una città citate da altre fonti e che Autocane fu il porto di Cane o Canas. Strabone la situa nella città di Canas nella costa dell'Asia Minore, di fronte all'isola di Lesbo e dice che l'origine dei suoi abitanti era la città di Cino, nella Locride.